# Krzyżewo (Kalinowo)
Krzyżewo [kʂɨʐɛvɔ] (deutsch Krzysewen, 1928–1945 Kreuzborn) ist ein zur Gemeinde Kalinowo (Kallinowen, 1938 bis 1945 Dreimühlen) zählendes Dorf im nordöstlichen Masuren in der polnischen Woiwodschaft Ermland-Masuren, Landkreis Ełk.

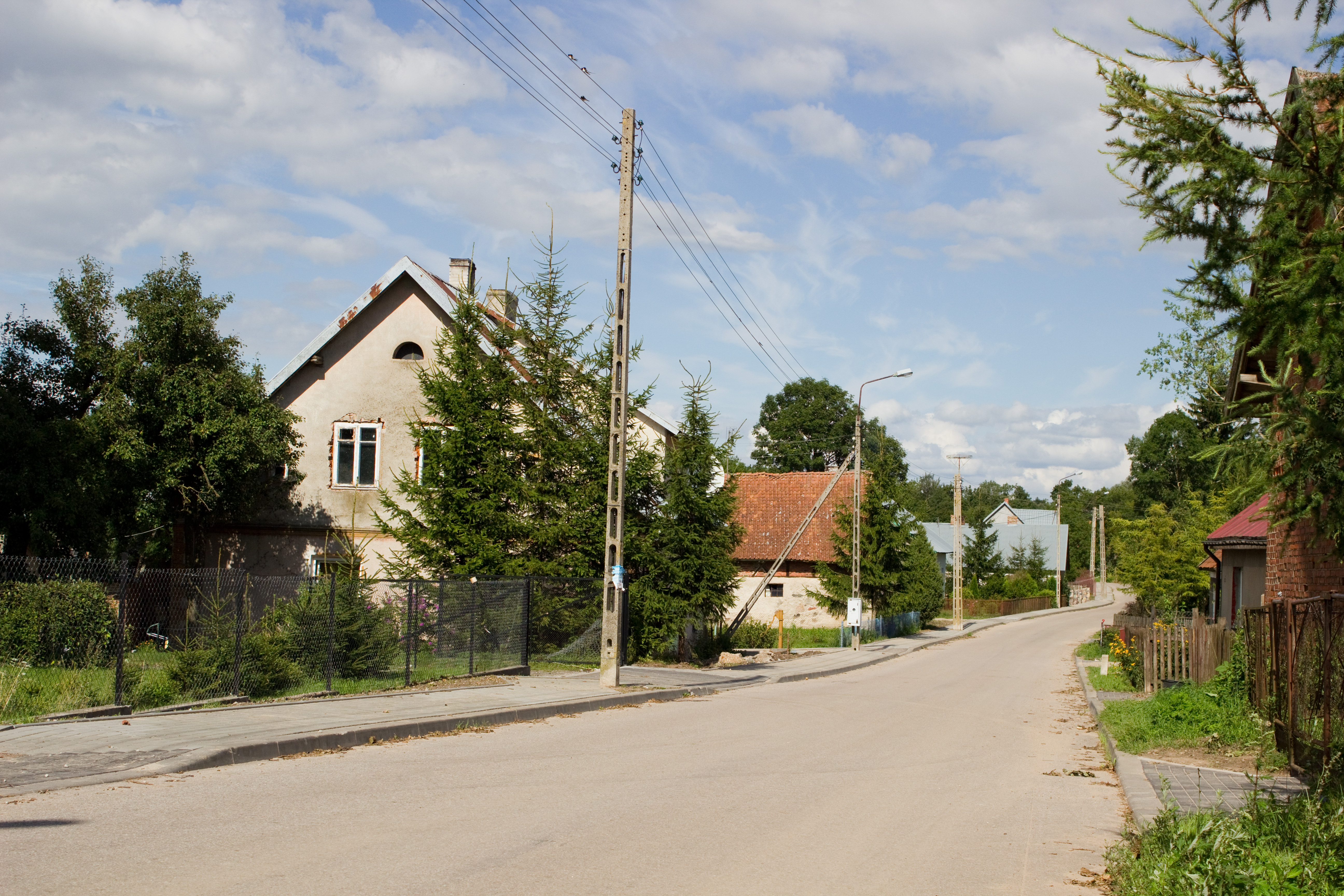
Dorfstraße in Krzyżewo

## Geographische Lage
Das Dorf befindet sich zwei Kilometer südöstlich von Kalinowo an der weiter über Augustów nach Litauen führenden Fernstraße 16, 23 Kilometer nordöstlich der Kreisstadt Ełk (Lyck).

## Ortsname
Der masurische Ortsname leitet sich vom Wort krzyż für deutsch Kreuz ab.

## Geschichte
Mit der preußischen Gebietsreform vom 27. Mai 1874 gehörte das bereits 1471 gegründete und bis nach 1818 Krziszöwen genannte Dorf  Krzysewen als Landgemeinde zum Amtsbezirk Dluggen (polnisch Długie) im Landkreis Lyck, der die Gemeinden Burnien, Dluggen, Dlugoniedziellen, Duttken, Gronsken, Kolleschnicken, Krzysewen, Prawdzisken und Romanowen sowie den Gutsbezirk Imionken umfasste.
1908 erfolgte die Eingliederung der bisher zum Amtsbezirk Dluggen gehörenden Landgemeinden Burnien, Dluggen, Kolleschnicken, Krzysewen und Prawdzisken in den Amtsbezirk Kallinowen, der 1938 in „Amtsbezirk Dreimühlen umbenannt wurde“.
Am 13. Juni 1927 wurde die bis dahin eigenständige Landgemeinde Burnien in die Landgemeinde Krzysewen eingegliedert.
Krzysewen wurde am 15. Mai 1928 im Zuge der zunehmenden Eindeutschung von Ortsnamen masurischer, polnischer oder litauischer Herkunft in „Kreuzborn“ umbenannt, was in etwa der Übersetzung aus dem Slawischen entspricht. 
Im Jahr 1910 waren in Krzysewen 100 Einwohner registriert, 1933 waren es 192 und 1939 insgesamt 200.
Aufgrund der Bestimmungen des Versailler Vertrags stimmte die Bevölkerung im Abstimmungsgebiet Allenstein, zu dem Krzysewen gehörte, am 11. Juli 1920 über die weitere staatliche Zugehörigkeit zu Ostpreußen (und damit zu Deutschland) oder den Anschluss an Polen ab. In Krzysewen stimmten 60 Einwohner für den Verbleib bei Ostpreußen, auf Polen entfiel keine Stimme.
Nach Ende des Zweiten Weltkrieges 1945 fiel das zum Deutschen Reich (Ostpreußen) gehörende Kreuzborn an Polen. Die ansässige deutsche Bevölkerung wurde, soweit sie nicht geflüchtet war, nach 1945 größtenteils vertrieben bzw. ausgesiedelt und neben der angestammten masurischen Minderheit durch Neubürger aus anderen Teilen Polens ersetzt. Der Ort Kreuzborn wurde in der polnischen Schreibweise des historischen Ortsnamens Krzysewen in Krzyżewo umbenannt.
Von 1975 bis 1998 gehörte Krzyżewo zur damaligen Woiwodschaft Suwałki, kam dann 1999 zur neu gebildeten Woiwodschaft Ermland-Masuren.

## Religionen
Bis 1945 war Krzysewen in die evangelische Kirche Kallinowen in der Kirchenprovinz Ostpreußen der Kirche der Altpreußischen Union sowie in die römisch-katholische Kirche Prawdzisken (polnisch Prawdziska) (bis 1905: St.-Adalbert-Kirche Lyck) im Bistum Ermland eingepfarrt.
Heute gehört Krzyżewo katholischerseits zur Pfarrei Kalinowo im Bistum Ełk der Römisch-katholischen Kirche in Polen. Die evangelischen Einwohner orientieren sich zur Kirchengemeinde in der Stadt Ełk (Lyck), einer Filialgemeinde der Pfarrei in Pisz (deutsch Johannisburg) in der Diözese Masuren der Evangelisch-Augsburgischen Kirche in Polen.

## Verkehr
Krzyżewo liegt verkehrstechnisch günstig an der Ost-West-Achse der Landesstraße 16, die sich von der Woiwodschaft Kujawien-Pommern durch die Woiwodschaften Ermland-Masuren und Podlachien bis zur Staatsgrenze Polen/Litauen hinzieht. Eine Nebenstraße führt von Borzymy (Borszymmen, 1938 bis 1945 Borschimmen) nach Krzyżewo. 
Seit der Einstellung des Betriebes auf der Kleinbahnstrecke der einstigen Lycker Kleinbahnen im Jahre 2001 fällt die nächstgelegenen Bahnstation Kalinowo aus – in der Erwartung, dass die Strecke in absehbarer Zeit wieder aktiviert wird.